# Texas (Band)
Texas ist eine schottische Popband. Gegründet wurde sie 1986 in Glasgow  von Johnny McElhone, ehemals Bassist bei Altered Images und Hipsway. Die erste Besetzung bestand aus der Sängerin Sharleen Spiteri, dem Gitarristen Alistair McErlaine und dem Schlagzeuger Stuart Kerr. Der Name der Band wurde von dem Wim-Wenders-Film Paris, Texas inspiriert. Texas war 1989 die meistgespielte Band im britischen Radio. Bekannte Hits von Texas sind I Don’t Want a Lover, Say What You Want, Summer Son oder Inner Smile.

## Bandgeschichte
Nach der Gründung 1986 gab die Band Texas das erste Konzert im März 1988 an der University of Dundee. Frühere Kontakte McElhones zu Mercury Records führten zu einem Plattenvertrag mit dem Label. Im Januar 1989 erschien mit I Don’t Want a Lover die erste Single der Band, die Platz acht der britischen Charts erreichte. Das Debütalbum Southside wurde im März 1989 veröffentlicht und verkaufte sich weltweit rund zwei Millionen Mal. Es folgte eine Tournee durch Europa und im Juli 1989 die Veröffentlichung des Albums in den USA. Der Schlagzeuger Stuart Kerr verließ bereits 1990 die Band, für ihn kam Richard Hynd. Zugleich wurde der Live-Keyboarder Eddie Campbell festes Mitglied von Texas.
Das zweite Album Mothers Heaven erschien im September 1991 und war kommerziell weniger erfolgreich als Southside. Im November 1991 folgte die erste USA-Tournee. Nach weiteren Auftritten in Europa begannen die Aufnahmen zum nächsten Album. Das Titellied der im August 1993 vorab veröffentlichte Single So Called Friend wurde später zum Titellied der Fernsehserie Ellen und gehörte zum Soundtrack des Films Last Dance. Das Album Ricks Road erschien im November 1993 in Europa. Nach verschiedenen Auftritten 1994 in Nordamerika erschien das Album zwar auch in den USA, verkaufte sich aber nur rund 38.000 mal, weshalb sich Texas in der Folgezeit ausschließlich auf den europäischen Musikmarkt konzentrierte.
Ab Dezember 1994 legte die Band eine rund zweijährige Pause ein, ihr erstes Konzert danach gab sie am 5. Dezember 1996 in Glasgow.
Im Januar 1997 erschien das vierte Album White On Blonde, das sich allein in Großbritannien rund 1,7 Millionen Mal verkaufte und mit Halo, Black Eyed Boy und Put Your Arms Around Me drei Top-Ten-Hits. Im Mai 1997 folgte die erste Tournee in Australien. In den USA wurde White On Blonde im August 1997 veröffentlicht, erreichte aber die Albumcharts nicht. Obwohl Texas keine Konzerte in den USA gab, sondern im Oktober 1997 nur einige Promotion-Termine wahrnahm, wurden zwei Titel des Albums in Hollywood-Produktionen verwendet: Say What You Want in Der gebuchte Mann und Put Your Arms Around Me in Auf immer und ewig. Bei den BRIT Awards im Februar 1998 spielte Texas eine Version von Say What You Want gemeinsam mit einigen Bandmitgliedern der Hip-Hop-Gruppe Wu-Tang Clan, darunter Method Man. Den Rest des Jahres 1998 spielte die Band verschiedene Konzerte, während sie am nächsten Album arbeitete.
Ende April 1999 erschien die Single In Our Lifetime, wenige Wochen später das Album The Hush. Zwischenzeitlich hatte der Schlagzeuger Hynd die Band verlassen und war durch Mykie Wilson ersetzt worden. Zur zweiten Singleauskopplung Summer Son im August 1999 wurde ein Musikvideo gedreht. Nach weiteren Tourneen und Singleveröffentlichungen erschien im Oktober 2000 das Best-of-Album The Greatest Hits, das mit rund fünf Millionen verkauften Einheiten die bislang erfolgreichste Veröffentlichung der Band darstellt. Nach einer ausgedehnten Europatour nahm die Sängerin Spiteri eine Auszeit, weil sie ein Kind erwartete.
Im Oktober 2003 erschien das nächste Studioalbum Careful What You Wish For. Neuer Schlagzeuger war mittlerweile Neil Payne, dessen Band Astrid sich 2004 auflöste, und der Live-Gitarrist Tony McGovern wurde offizielles Bandmitglied. Die Singleauskopplung Carnival Girl war eine Zusammenarbeit mit dem Rapper Kardinal Offishall.
Im November 2005 erschien das Studioalbum Red Book, mit dem der kommerzielle Erfolg von Texas weiter nachließ. Es erreichte außer in Frankreich, dem beständigsten Markt der Band, nirgendwo die Top Ten der Albumcharts. Anfang 2006 gelang es Texas, mit Sleep Platz 6 der britischen Musikcharts zu erreichen. Das Lied ist ein Duett mit Paul Buchanan von The Blue Nile.

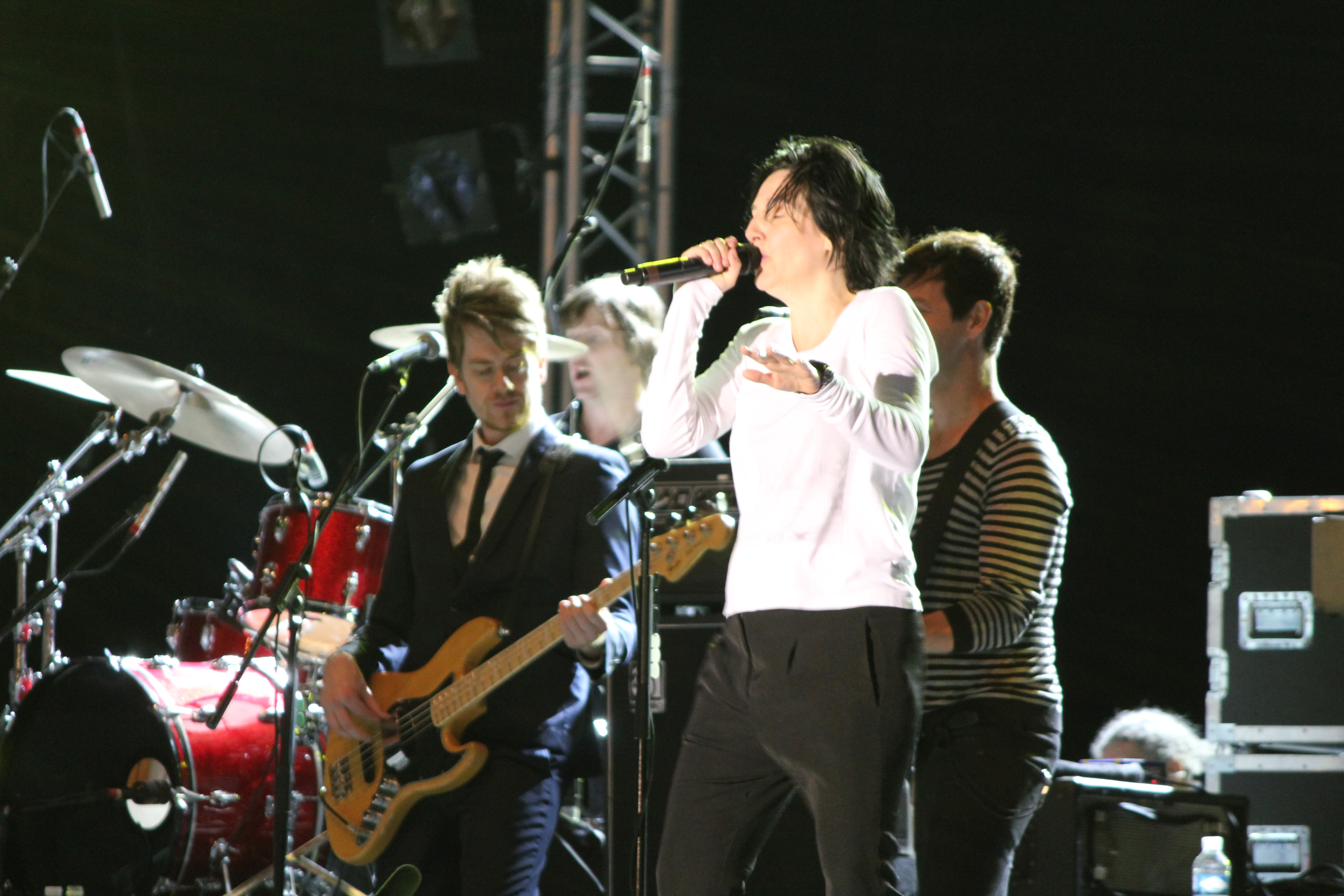
Texas bei einem Live-Auftritt (2011)

2007 erschien eine Kompilation unter dem Titel The BBC Sessions, auf denen alle Live-Sessions enthalten sind, welche die Band für das Radioprogramm der BBC aufgenommen hatte. Sängerin Sharleen Spiteri begann 2008 eine Karriere als Solokünstlerin.
Nach längerer Abwesenheit erschien am 20. Mai 2013 das Album The Conversation. 2017 und 2021 wurden weitere Alben veröffentlicht.

## Diskografie
Studioalben

| Jahr | Titel                     | Höchstplatzierung, Gesamtwochen, AuszeichnungChartplatzierungen (Jahr, Titel, Platzierungen, Wochen, Auszeichnungen, Anmerkungen) | Höchstplatzierung, Gesamtwochen, AuszeichnungChartplatzierungen (Jahr, Titel, Platzierungen, Wochen, Auszeichnungen, Anmerkungen) | Höchstplatzierung, Gesamtwochen, AuszeichnungChartplatzierungen (Jahr, Titel, Platzierungen, Wochen, Auszeichnungen, Anmerkungen) | Höchstplatzierung, Gesamtwochen, AuszeichnungChartplatzierungen (Jahr, Titel, Platzierungen, Wochen, Auszeichnungen, Anmerkungen) | Höchstplatzierung, Gesamtwochen, AuszeichnungChartplatzierungen (Jahr, Titel, Platzierungen, Wochen, Auszeichnungen, Anmerkungen) | Anmerkungen                                                 |
| Jahr | Titel                     | DE | AT | CH | UK | US | Anmerkungen                                                 |
| ---- | ------------------------- | --- | --- | --- | --- | --- | ----------------------------------------------------------- |
| 1989 | Southside                 | DE22 (16 Wo.)DE | — | CH1 Platin · (22 Wo.)CH | UK3 Gold · (32 Wo.)UK | US88 (16 Wo.)US | Erstveröffentlichung: 1. März 1989 Verkäufe: + 690.000      |
| 1991 | Mothers Heaven            | DE39 (7 Wo.)DE | — | CH17 Gold · (8 Wo.)CH | UK32 (4 Wo.)UK | — | Erstveröffentlichung: 8. Oktober 1991 Verkäufe: + 225.000   |
| 1993 | Ricks Road                | — | — | CH14 (8 Wo.)CH | UK18 Silber · (2 Wo.)UK | — | Erstveröffentlichung: 13. November 1993 Verkäufe: + 310.000 |
| 1997 | White on Blonde           | DE44 (8 Wo.)DE | AT32 (12 Wo.)AT | CH25 Platin · (14 Wo.)CH | UK1 ×6Sechsfachplatin · (112 Wo.)UK                                                                                               | — | Erstveröffentlichung: 3. Februar 1997 Verkäufe: + 3.007.500 |
| 1999 | The Hush                  | DE7 Gold · (37 Wo.)DE | AT11 (19 Wo.)AT | CH5 Platin · (42 Wo.)CH | UK1 ×3Dreifachplatin · (53 Wo.)UK                                                                                                 | — | Erstveröffentlichung: 10. Mai 1999 Verkäufe: + 2.015.000    |
| 2003 | Careful What You Wish For | DE25 (3 Wo.)DE | AT46 (3 Wo.)AT | CH6 Gold · (6 Wo.)CH | UK5 Gold · (8 Wo.)UK | — | Erstveröffentlichung: 20. Oktober 2003 Verkäufe: + 120.000  |
| 2005 | Red Book                  | DE43 (2 Wo.)DE | — | CH10 (6 Wo.)CH | UK16 Gold · (14 Wo.)UK | — | Erstveröffentlichung: 7. November 2005 Verkäufe: + 100.000  |
| 2013 | The Conversation          | DE38 (2 Wo.)DE | — | CH7 (18 Wo.)CH | UK4 Gold · (17 Wo.)UK | — | Erstveröffentlichung: 17. Mai 2013 Verkäufe: + 200.000      |
| 2017 | Jump on Board             | DE63 (1 Wo.)DE | — | CH12 (8 Wo.)CH | UK6 (6 Wo.)UK | — | Erstveröffentlichung: 21. April 2017 Verkäufe: + 50.000     |
| 2021 | Hi                        | DE32 (1 Wo.)DE | — | CH5 (6 Wo.)CH | UK3 (3 Wo.)UK | — | Erstveröffentlichung: 28. Mai 2021                          |